# San Marco–2
San Marco–2 (angolul: Saint Mark, Velence védőszentje) olasz ionoszféra kutató műhold.

## Küldetés
Feladata az ionoszféra vizsgálata, a légsűrűség változásainak közvetlen mérése az Egyenlítő fölött.

## Jellemzői
Az Olasz Űrkutatási Bizottság (olaszul: Commissione per le Ricerche Spaziali – CRS), a Nemzeti Kutatási Tanács által támogatott program. Épített és működtette a Centro di Ricerche Aerospaziali (CRA) Universita di Roma. A hordozórakétát a NASA biztosította.
Megnevezései: San Marco B; COSPAR: 1967-038A; Kódszáma: 2761.
1967. április 26-án a San Marco-kilövőállásról (Kenya) egy Scout B (S153C) hordozórakétával állították alacsony Föld körüli pályára (LEO = Low-Earth Orbit). Az orbitális pályája 94,20 perces, 2,9 fokos hajlásszögű, elliptikus pálya perigeuma 219 kilométer, az apogeuma 741 kilométer volt.
1959-ben az USA felajánlotta több baráti országnak, hogy a tudósaik által készített műholdakat pályára állítja. Olaszország élt a lehetőséggel, megkötötték a szerződéseket.
A San Marco–sorozatot az ionoszféra (felső légkörben) kutatás céljára építették. Forgatás stabilizált műhold. Kevés műszerrel rendelkezett Ion szonda  (ionoszféra elektronsűrűségének mérése a magasság függvényében) és egy nagy hatótávolságú rádiós telemetriai egység. Egy 5 méter hosszú dipól antenna segíti a kommunikációt, egy 48 centiméteres a parancsadást. A műholdak alakja gömb, átmérője 66 centiméter, tömege 129 kilogramm. Az űreszköz felületére 4 darab napelem egységet szereltek (5 W), éjszakai (földárnyék) energia ellátását 4 darab nikkel-kadmium akkumulátor biztosította.
1967. október 14-én 171 nap (0,47 év) után belépett a légkörbe és megsemmisült.